# Frederik Krabbe
Frederik Krabbe (Åbyhøj, 10 marzo 1988) è un ex calciatore danese, di ruolo difensore.

## Carriera

### Club
Krabbe cominciò la carriera con la maglia dell'Aarhus. Esordì nella Superligaen il 19 giugno 2005, sostituendo Mads Frost nella sconfitta per 3-0 sul campo dell'Odense. Il 17 aprile 2006 arrivò la prima rete nella massima divisione danese, in occasione del pareggio per 2-2 in casa del Viborg.
Nel 2011, fu ingaggiato dal Lyngby. Debuttò in squadra il 18 luglio, proprio contro l'Aarhus: il Lyngby fu sconfitto per 2-1. A fine stagione, il club retrocesse nella 1. Division.
Nell'estate 2013, passò ai norvegesi dell'Arendal. Dal 1º gennaio 2015 fece ritorno in Danimarca per giocare nell'Hvidovre.